# Sindangasih (Karangtengah)
Sindangasih is een bestuurslaag in het regentschap Cianjur van de provincie West-Java, Indonesië. Sindangasih telt 6778 inwoners (volkstelling 2010).